# Dupax del Sur
Dupax del Sur è una municipalità di quarta classe delle Filippine, situata nella Provincia di Nueva Vizcaya, nella regione della Valle di Cagayan.
Dupax del Sur è formata da 19 baranggay:
- Abaca
- Bagumbayan
- Balsain
- Banila
- Biruk
- Canabay
- Carolotan
- Domang
- Dopaj
- Gabut
- Ganao (Lingad)
- Kimbutan
- Kinabuan
- Lukidnon
- Mangayang
- Palabotan
- Sanguit
- Santa Maria
- Talbek